# Videnskabsmand
En videnskabsmand (flertal videnskabsfolk) er en person, som beskæftiger sig med videnskab.